# Adiopa
Adiopa là một chi bướm đêm thuộc họ Erebidae.